# Острів Маккінсі
Острів Маккінсі (англ. McCinsey's Island) — американський пригодницький бойовик 1998 року.

## Сюжет
Секретний агент Джо відійшов від справ і насолоджується райським життям на прекрасному тропічному острові. За легендою, на цьому острові сто років тому ювелір Маккінсі сховав незліченні скарби, а карту із зазначенням скарбу намалював на панцирі черепахи. І коли Джо і його друг Біллі знаходять стару черепаху, на панцирі якої видно малюнок, що нагадує карту, розносяться плітки, що скарби Маккінсі існують насправді. Дізнавшись про це, торговка зброєю і контрабандистка Алансо та її підручні вирішують заволодіти скарбом.

## У ролях
- Галк Гоган — Джо Макгрей
- Грейс Джонс — Алансо Ріхтер
- Роберт Вон — Волтер Денкінс
- Тодд Шилер — Біллі
- Пол Вайт — Маленька Сніжинка
- Айзек С. Сінглтон мол. — Самсон
- Лі Брайант — дівчина
- Аня Хоффманн — Сабріна
- Том Ейкос — хлопець 2
- Ірина Стемер — Гані
- Кетлін Сміт — Jogger
- Ед Леслі — лижник 1
- Білл Шарпф — лижник 2
- Денніс Девео — водій човена
- Віллі Берд — Deep Six
- Містер Віскерс — Пантера
- Стефан Галіо — хлопець 1
- Девід Гілдебранд — хлопчик на пляжі